# Kaveri, Tirthahalli
Kaveri là một làng thuộc tehsil Tirthahalli, huyện Shimoga, bang Karnataka, Ấn Độ.